# سینتیک آنزیمی

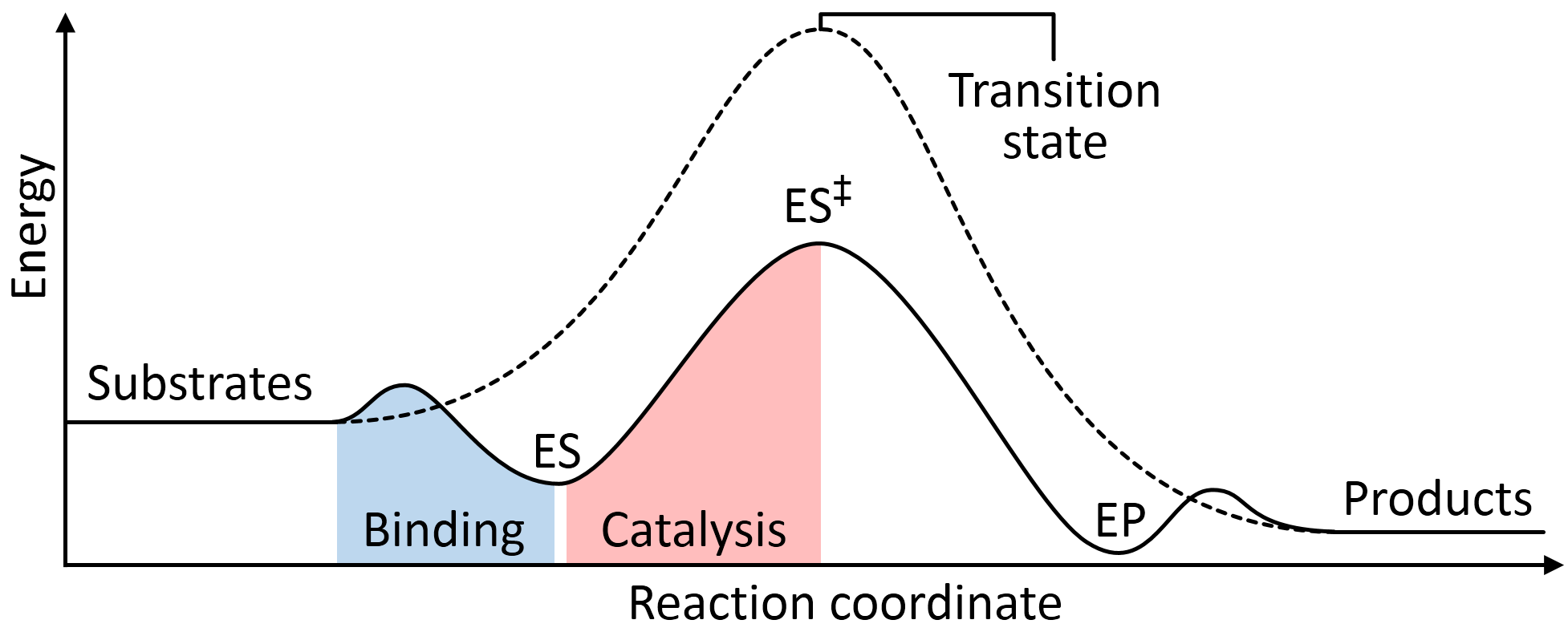
تاثیر آنزیم در واکنش شیمیایی.نمودار خط چین انجام واکنش بدون حضور آنزیم را نشان می دهد.آنزیم با کاهش انرژی فعال‌سازی واکنش به واکنش سرعت می دهد.

سینتیک آنزیمی، بخشی از بیوشیمی است که به اندازه‌گیری کمی سرعت واکنش‌های کاتالیزشونده با آنزیم و مطالعه سیستماتیک عوامل مؤثر بر این سرعت‌ها می‌پردازد.
مجموعه کاملی از فعالیت‌های آنزیمی برای حفظ هومئوستاز اهمیت اساسی دارد. فهم کینتیک آنزیمی برای درک چه‌گونگی اثر استرس‌های فیزیولوژیک به مانند آنوکسی، آلکالوز، اسیدوز متابولیک، سموم و عوامل دارویی مهم است. تحلیل کینتیکی، تعداد و ترتیب مراحلی را که طی آن‌ها آنزیم‌ها، سوبستراها را به محصولات واکنش تبدیل می‌کنند، آشکار می‌سازد.